# Jacques François Dugommier
Jacques François Coquille, detto Dugommier (Trois-Rivières, 1º agosto 1738 – Sant Llorenç de la Muga, 18 novembre 1794), è stato un generale francese.

## Biografia
Fu arruolato all'età di dodici anni nella compagnia dei cadetti gentiluomini delle colonie a Rochefort.
Ottenne avanzamenti di carriera e si meritò la Croce di San Luigi. Nel 1759, partecipò alla difesa di Guadalupa contro l'Inghilterra, quindi nel 1762 alla Martinica nel corso della Guerra dei sette anni.
Dopo 25 anni di servizio nelle colonie, si ritirò per occuparsi dello sfruttamento delle sue proprietà terriere a Guadalupa. All'inizio della Rivoluzione francese si distinse come patriota e fu eletto all'Assemblea Coloniale e comandante della Guardia Nazionale della Martinica, prendendo parte attiva ai disordini che agitarono l'isola.

### Il comando dell'Armata d'Italia
Giunto in Francia nel 1792, deputato alla Convenzione Nazionale, succedette a Jean-François Carteaux come generale di brigata al comando dell'Armata d'Italia che assediava la città di Tolone in mani britanniche. Egli capì bene il piano dell'allora giovane ufficiale di artiglieria Napoleone Bonaparte e lo fece applicare riconquistando così la città (1793). Dopo la capitolazione della stessa si distinse per la sua umanità. Nel settembre dello stesso anno respinse a Saint-Martin-du-Var le truppe piemontesi agli ordini del generale austriaco de Wins.

### La campagna dei Pirenei Orientali
Posto successivamente a capo dell'Armata dei Pirenei Orientali, fu incaricato di riconquistare il terreno perduto ad opera del generale spagnolo Antonio Ricardos. Egli riorganizzò l'Armata dopo i duri combattimenti dell'anno precedente, costituiti da continue ritirate dopo inutili assalti alle fortificazioni degli spagnoli. Il 28 aprile 1794 vinse il nemico nella battaglia del Tech e due giorni dopo in quella di Albere Poté riconquistare il Rossiglione grazie alla vittoria di Boulou (1º maggio) contro le truppe spagnole del generale Louis Firmin de Carvajal, che fu successivamente sconfitto nel corso dello stesso mese quando Dugommier espugnò la cittadina di Port-Vendres A fine giugno riprese le città di Collioure e di Commissari, quindi fu la volta di San Sebastiano il 4 agosto.
Il 7 settembre 1794 riconquistò la fortezza di Bellegarde, assediata fin dal 7 maggio e il 22 dello stesso mese, con un audace attacco, prese la ridotta del campo nemico di Costouge, ove il nemico in fuga dovette abbandonare gran parte del proprio materiale bellico.
Morì nella battaglia di Sierra Negra. Fu inumato nel bastione che fronteggia la Spagna nel forte di Bellegarde ed il suo nome fu iscritto nel Panthéon di Parigi. La salma riposa attualmente in un monumento funebre eretto a forma di piramide nella città di Perpignano.

## L'opinione di Napoleone Bonaparte
(Napoleone Bonaparte, Memoriale di Sant'Elena)
Napoleone conservò il suo ricordo ed assegnò a suo figlio la somma di 100.000 franchi in ricordo dell'assedio di Tolone.